# Snabrough

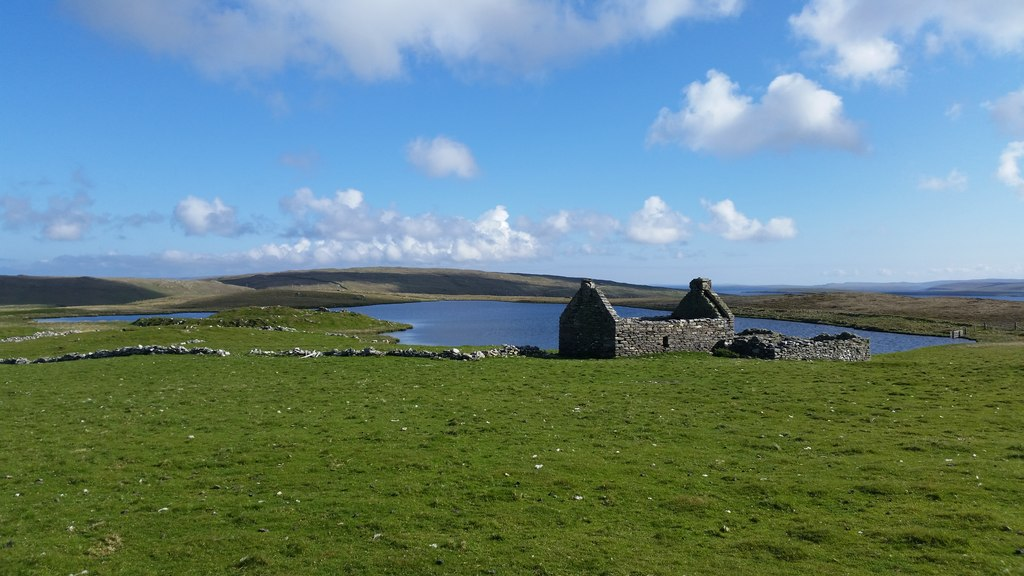
Ruine eines Hauses vor dem See

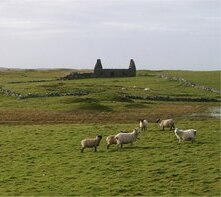
Schafe in Snabrough

Snabrough ist eine ehemalige Siedlung, die im Nordosten der zu Schottland zählenden Shetlands lag.

## Geographie
Snabrough lag im Südwesten der Insel Unst, nördlich des Sees Loch of Snabrough und etwas erhöht über dem Ufer des Bluemull Sounds im Westen. Nach Belmont sind es zwei Kilometer in südlicher Richtung. Auf der halben Strecke dorthin liegt mit Snarravoe eine weitere ehemalige Siedlung. Im Nordosten sind es etwa zwei Kilometer nach Underhoull.

## Historisches
Im Rahmen der historischen Gliederung Schottlands in Civil Parishes zählt Snabrough zu Unst. In der Nähe des Ortes sind ein Broch und ein Burnt Mound 1934 als Scheduled Monument eingestuft worden.